# Karstarma balicum
Karstarma balicum is een krabbensoort uit de familie van de Sesarmidae. De wetenschappelijke naam van de soort is voor het eerst geldig gepubliceerd in 2002 door Ng.
Het IUCN beschouwt de soort als kritiek bedreigd.